# Leśniczówka Popowo
Leśniczówka Popowo – osada leśnaw Polsce położona w województwie mazowieckim, w powiecie wyszkowskim, w gminie Somianka.
W latach 1975–1998 miejscowość administracyjnie należała do województwa ostrołęckiego.